# Síndrome paraneoplàstica
Una síndrome paraneoplàstica (SPN) és una síndrome (un conjunt de signes i símptomes) que és la conseqüència del càncer a l'organisme, específicament a causa de la producció de molècules de senyalització química (com hormones o citocines) per part de les cèl·lules canceroses o per una resposta immunitària contra el càncer. A diferència d'un efecte de massa, no es deu a l'espai ocupat per les cèl·lules canceroses.
Les síndromes paraneoplàstiques són típiques entre pacients de mitjana edat i de més edat, i presenten més freqüentment en càncers de pulmó, mama, ovaris o del sistema limfàtic (com el limfoma). De vegades, els símptomes de les síndromes paraneoplàstiques es mostren abans del diagnòstic del càncer. En aquest paradigma, les cèl·lules canceroses expressen antígens restringits de teixits (per exemple, proteïnes neuronals), provocant una resposta immunitària antitumoral que pot ser parcial o, rarament, completament efectiva en la supressió del creixement i símptomes tumorals. Els pacients reben atenció clínica quan aquesta resposta immunitària del tumor trenca la tolerància immunitària i comença a atacar el teixit normal que expressa aquesta proteïna (per exemple, neuronal).

## Signes i símptomes
Les característiques simptomàtiques de la síndrome paraneoplàstica es conreen de quatre maneres: endocrina, neurològica, mucocutània i hematològica. La presentació més freqüent és la febre (alliberament de pirògens endògens sovint relacionats amb limfocines o pirògens de teixits), però el quadre general sovint inclou diversos casos clínics observats que poden simular específicament afeccions benignes més comunes.

### Endocrins
Les següents malalties es manifesten mitjançant disfunció endocrina: síndrome de Cushing, síndrome de la hormona antidiurètica inadequada, hipercalcèmia, hipoglucèmia, síndrome carcinoide i hiperaldosteronisme.

### Neurològics
Les següents malalties es manifesten mitjançant disfunció neurològica: síndrome miastènica de Lambert-Eaton, degeneració cerebel·lar paraneoplàstica, encefalomielitis, encefalitis límbica, encefalitis del tronc cerebral, encefalopatia mioclònica infantil, encefalitis per anticossos contra el receptor d'NMDA i polimiositis.

### Mucocutanis
Les següents malalties es manifesten mitjançant disfunció mucocutània: acantosi nigricans, dermatomiositis, signe de Leser-Trélat, eritema migratori necrolític, síndrome de Sweet, papilomatosi cutània florida, pioderma gangrenosa i hipertricosi generalitzada adquirida. Es poden observar disfuncions mucocutànies de síndromes paraneoplàstics en casos de pruïja (hipereosinofília), depressió del sistema immunitari (virus de la varicel·la zòster latent en ganglis sensorials), tumors pancreàtics (que condueixen a necrosi nodular adiposa de teixits subcutanis, enrojolament (secrecions de prostaglandines) i fins i tot melanosi dèrmica (no es pot eliminar per l'orina i produeix tons de pell de gris a negre-blavós).

### Hematològics
Les següents malalties es manifesten mitjançant disfunció hematològica: granulocitosi, policitèmia, signe de Trousseau, endocarditis trombòtica no bacteriana i anèmia. La disfunció hematològica de les síndromes paraneoplàstiques es pot observar a partir d'un augment de l'eritropoetina (EPO), que es pot produir en resposta a la hipòxia o a la producció ectòpica d'EPO/catabolisme alterat; aquest augment comporta una eritrocitosi, que és freqüent en tumors del fetge, ronyó, glàndules suprarenals, pulmó, tim i sistema nerviós central (així com tumors ginecològics i miosarcomes).

### Altres
Les següents malalties es manifesten mitjançant una disfunció fisiològica a més de les categories anteriors: glomerulonefritis membranosa, osteomalàcia induïda per tumors, síndrome de Stauffer, febre neoplàstica i autoimmunitat multiorgànica associada al timoma. Les disfuncions reumatològiques (osteoartropatia hipertròfica), renals (amiloïdosi renal secundària i sedimentació d'immunocomplexos als nefrons) i gastrointestinals (producció de molècules que afecten la motilitat i l'activitat secretora del tracte digestiu), per exemple, poden estar relacionades amb síndromes paraneoplàstics.